# 飛虎出征
《飛虎出征》於2013年上映的香港喜劇電影，由麥詠麟執導，彭浩翔監製，陸以心編劇。

## 故事
飛虎隊是香港警方針對嚴重罪案，專門成立的精英部隊。作為世界最優秀的機動部隊之一，沒有任何一次恐怖活動能躲避過它的制裁。按照慣例，飛虎隊會定期派遣部分成員，參加國際軍事訓練演習。然而，因為一次失敗落選，其所屬B隊組員小強（杜汶澤飾）、阿富（余文樂飾）、家豪（鄒凱光飾）、蝦米（曾國祥飾）卻因不滿與妒忌，自行組織了一場更加瘋狂代號「淫戰」的秘密行動。他們隱藏真實身份，買通地下管道，從香港輾轉來到澳門；至於「斬首目標」，也從刑事罪犯轉移到結夥嫖娼。過程中，在隊長小強的帶領下，四人在豪乳與美腿之間，展開一番驚天的「愛情動作大戰」。原本進展順利的計畫，因為澳門司警的「掃黃行動」逐漸演變成一場鬧劇。眾人身為警員，反遭牢獄之災；利用絕技逃生，卻被全面通緝；孤注一擲之下，竟又與賊同船。幾經鬥智鬥勇，眾人不僅瞭解到彼此的心結，更陰差陽錯的成為緝拿悍匪「賊王滔」的關鍵。而每名組員也在這場建隊歷史上，絕無僅有的行動中，重新認識了自己，領悟到團隊精神之重要。

## 演员
| 演员     | 角色                                               |
| 杜汶澤   | 小強 (飛虎隊 B 隊隊長)                             |
| 余文樂   | 陳銘富                                             |
| 鄒凱光   | 家豪                                               |
| 曾國祥   | 蝦米 同性戀者 因骨女誤用神油推油而令下體長時間勃起 |
| 劉安琪   | 細細                                               |
| 陳靜     | 陳小靜 (小強前妻)                                  |
| 邵音音   | 媽媽生                                             |
| 劉江     | 家豪父親                                           |
| 秦煌     | 家豪父親舊同僚                                     |
| 詹瑞文   | 媽媽生                                             |
| 林兆霞   | 妓女                                               |
| 藍奕邦   | 媽媽生助手                                         |
| 王敏德   | 飛虎高層                                           |
| 司徒慧焯 | 旅行社職員                                         |
| 盧惠光   | 賊王滔                                             |
| 雷宇揚   | 大飛龍                                             |
| 林 雪    | 劫匪                                               |
| 鄭敬基   | 珠寶店職員                                         |
| 歐錦棠   | 談判專家                                           |
| 許紹雄   | 藥房老闆                                           |
| 賈曉晨   | 藥房老闆女兒                                       |
| 周俊偉   | 澳門司警警長                                       |
| 王合喜   | 澳門司警警長                                       |
| 何華超   | 澳門司警警員                                       |
| 姜皓文   | 飛虎隊 A 隊隊長                                    |

## 製作
此劇本根據彭浩翔於廈門《M世代》月刊連載之短篇小說《壞品味小說系列002 - 特別任務連》改編而成。電影籌備時間為4個星期，而拍攝只用了18日。

## 評價
《頭條日報》的祁佳仕說：「隨著劇情發展，男人尋歡的套路不出所料，中段開始拖沓，劇情重複，各式各樣的諧星、名演員客串也不能令電影變得有趣。」